# Compendium Maleficarum
El Compendium Maleficarum (del latín: Compendio de las Brujas) es un tratado de brujería del sacerdote italiano Francesco Maria Guazzo, publicado en 1608. Una segunda edición expandida se publicó en 1624.

## Segunda edición
Hay una segunda edición del Compendio Maleficarum, también escrito por Francesco Maria Guazzo y publicado en 1626 por Stamperia del Collegio Ambrosiano. Esta edición es notablemente más larga, con más capítulos, ejemplos e incluye un apéndice con un exorcismo.